# Stadionviertel
Das Stadionviertel ist ein nördlicher Stadtteil von Neuss und liegt direkt am Stadtkern. Es zählt 10.438 Einwohner (Stand 31. Dezember 2021) und verdankt seinen Namen dem Jahnstadion. Die Bezeichnung des südlichen Teils als Lukasviertel ist auf das dort befindliche Lukaskrankenhaus zurückzuführen. Mit einer Fläche von 3,34 km² ist das Stadionviertel der größte Stadtteil des Neusser Stadtkerns.

## Geographische Lage

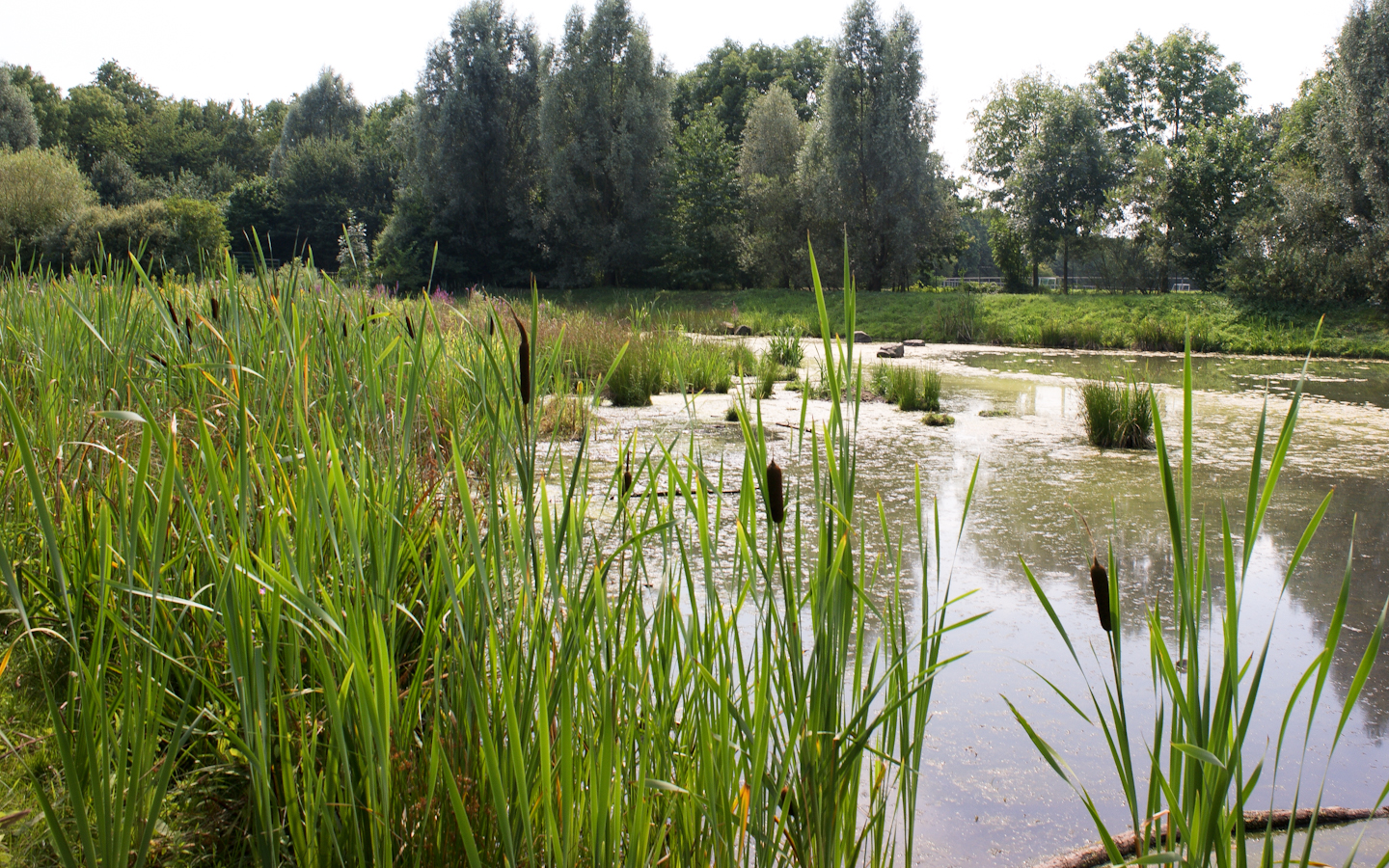
Teich im Stadtwald

Das Stadionviertel liegt rund 2 km südwestlich der Neusser Innenstadt. Im Norden grenzt es an die Furth, im Nordwesten an die Morgensternsheide, im Westen an Westfeld, im Süden an Reuschenberg, im Südosten an Pomona und im Osten an das Dreikönigenviertel. Im Westen wird das Stadionviertel durch den in der Zeit Napoleons errichteten Nordkanal begrenzt. In Statistiken wird Westfeld aufgrund der geringen Bevölkerungsanzahl oft zum Stadionviertel gezählt. Ebenso werden die Bezirke Innenstadt und Hafengebiet, Furth-Mitte und Morgensternsheide sowie Hoisten und Speck / Wehl / Helpenstein zusammengefasst. Der Neusser Stadtwald im Westen erstreckt sich über das Stadionviertel, Westfeld und Morgensternsheide.

## Geschichte und Bauwerke
Obwohl Neuss zu den ältesten Städten Deutschlands zählt, ist das Stadionviertel noch recht jung. Die Besiedlung des Gebietes des heutigen Stadionviertels begann zwischen dem 19. Jahrhundert und den Zwanziger Jahren. Neben dem Kinderheim St. Anna gab es nur wenige Wohngebäude. Bei dem größten Teil der Region handelte es sich um Grünflächen. Ein Bevölkerungswachstum machte sich bemerkbar, als nach dem Ersten Weltkrieg Häuser für die belgischen Besatzer errichtet wurden.

### Kinderheim St. Anna

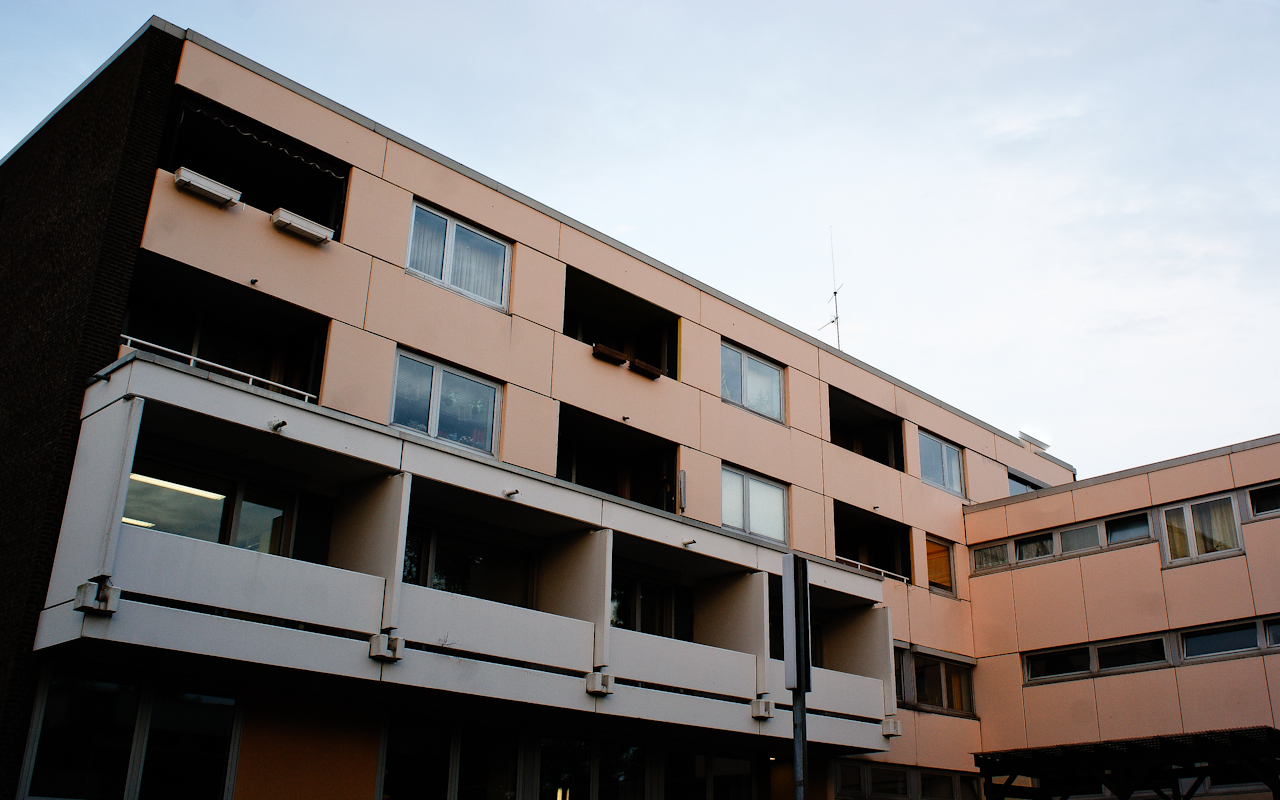
St. Anna Kinderheim (2012)

Das Kinderheim St. Anna wurde im Oktober 1855 eröffnet und gilt somit als eine der ältesten Einrichtungen im Stadionviertel. Ende 1886 bot das Waisenhaus nicht mehr genügend Platz, so dass der Vorstand das Kloster Marienberg kaufte und umbaute, wodurch es zusätzlich Platz für 250 Kinder gab. Im Ersten Weltkrieg wurden die Anlagen zur Pflege verwundeter Soldaten benutzt und blieben für lange Zeit eines der größten Lazarette in Neuss. 1933 zählte das Waisenhaus 300 Kinder und 50 Ordensschwestern. Im Zweiten Weltkrieg wurde das gesamte Untergeschoss zum Luftschutzkeller umgebaut, indem Decken eingezogen und Eisentüren, Mauern sowie Schleusen eingebaut wurden. Im Juni 1943 mussten etwa 200 Kinder nach Bühl evakuiert werden. Trotz der Evakuierung wurden nach Luftangriffen etwa 300 verwundete Soldaten und zeitweise 1.400 Obdachlose verpflegt. Um 1950 wurde der ursprüngliche Betrieb wieder aufgenommen und große Säle in kleine eingerichtete Wohnungen umgebaut. Im Jahre 1965 wurde beschlossen, an der Stelle des Kinderheims den Konrad-Adenauer-Ring zu bauen, ein heute wichtiger Verkehrsknotenpunkt im Stadionviertel. Ab 1973 begannen Bauarbeiten von zweigeschossigen Domizilen, wo die Kinder untergebracht werden sollten. 1978 wurde das Kinderheim St. Anna schließlich abgerissen. 1995 wurde das Gebäude des Kinderheims im Stil der modernen Architektur wieder aufgebaut. Auf dem Gelände finden sich verschiedene Einrichtungen der Caritas sowie des Kolping-Bildungswerks, wie eine Suchtkrankenhilfe, Berufsförderungslehrgänge oder Arbeitsbeschaffungsmaßnahmen. Die Einrichtung des Kolping-Bildungswerks steht auf dem Grundstück, auf dem sich früher das Kinderheim St. Anna befand.

### Jüdischer Friedhof

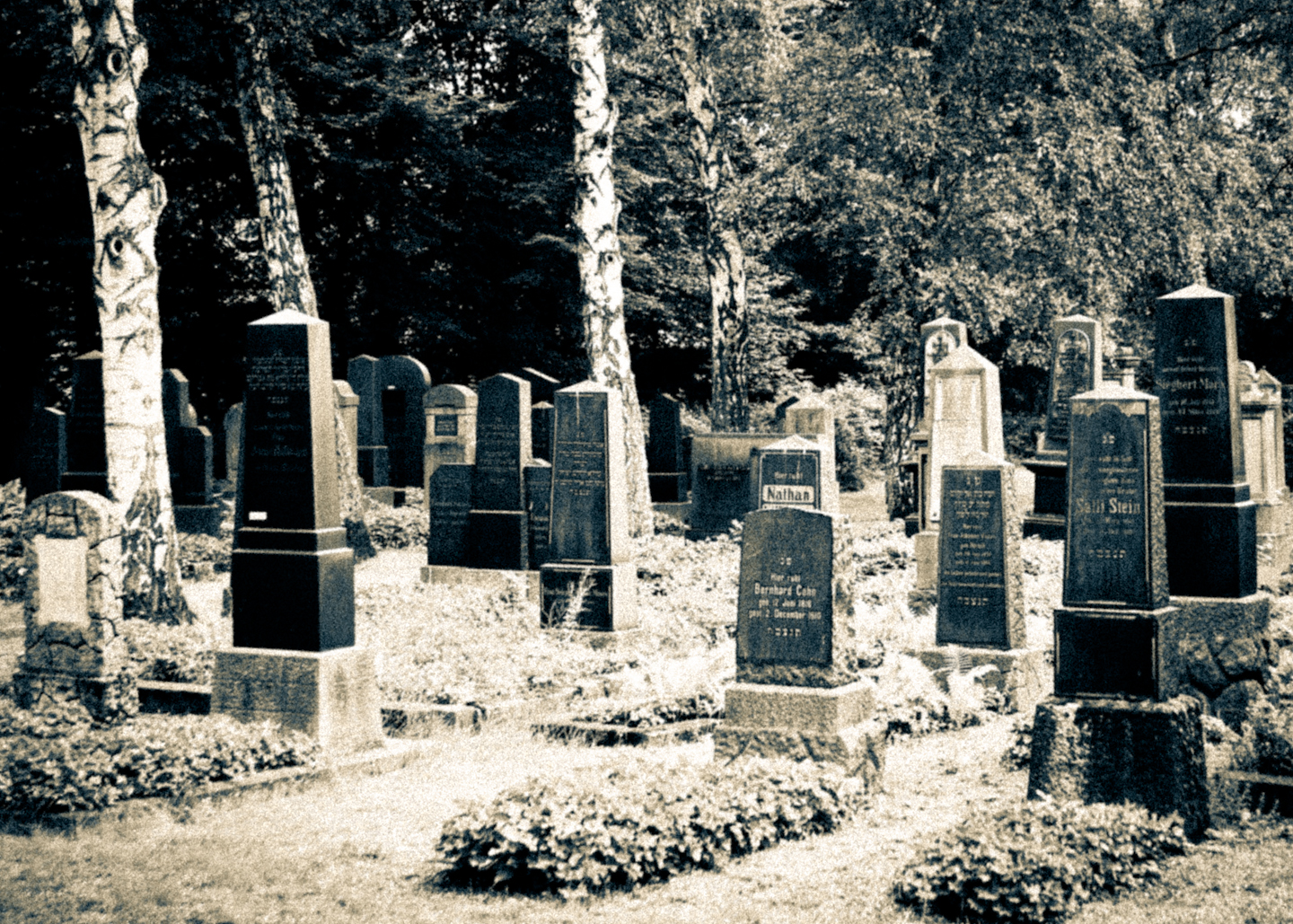
Jüdischer Friedhof

1887 erwarb die Gemeinde für ihren Friedhof das heutige Grundstück am Glehner Weg, in direkter Nachbarschaft zum 1873 angelegten städtischen Friedhof an der Büttger Landstraße (heute Rheydter Straße). Der alte Begräbnisplatz an der Düsseldorfer Straße wurde 1890 mit der Eröffnung des neuen Friedhofes geschlossen und 1920 aufgelassen. Die dort vorhandenen Grabsteine wurden an den Glehner Weg versetzt. Der jüdische Friedhof am Glehner Weg umfasst eine Fläche von ungefähr 0,24 ha. Er ist mit einem Zaun und teilweise einer Hecke eingefriedet; den Eingang am Glehner Weg bildet ein zweiflügeliges Metalltor. Eine mittlere Birkenallee führt in die Tiefe des längsrechteckigen Grundstücks, auf dem 212 Grabstelen unterschiedlicher Form aus der Zeit zwischen 1845 und 1965 erhalten sind. Da der Friedhof noch belegt wird, gibt es auch einige jüngere Gräber. Im hinteren Teil sind die ältesten Grabstellen, die vom aufgelösten Friedhof an der Düsseldorfer Straße hierhin überführt wurden, als geschlossenen Gruppe aufgestellt. Namen und Inschrift der 212 Stelen sind dokumentiert. Diese 212 Stelen bilden den schützenswerten historischen Kernbestand.
Als Zeugnis des jüdischen Lebens in Neuss und seiner wechselvollen Geschichte, ist der jüdische Friedhof am Glehner Weg bedeutend für die Geschichte des Menschen und für Neuss. An seiner Erhaltung besteht aus wissenschaftlichen, orts- und kulturgeschichtlichen Gründen ein öffentliches Interesse. In Bezug auf die Gestaltung der Grabsteine und ihrer Inschriften kommen künstlerische Aspekte hinzu. Der Friedhof bildet in seiner Gesamtheit ein Baudenkmal, mit den historischen Grabsteinen als wesentlichen konstituierenden und schützenswerten Bestandteil.

### Notburgahaus
Ende 1908 wurde das Notburgahaus fertiggestellt. Es sollte sich dabei um eine Erziehungsanstalt für weibliche Schulentlassene handeln. Das Fassungsvermögen der Anstalt betrug 250 Mädchen, in den ersten Jahren zählte man jedoch etwa 400 Mädchen, da sich der Verein Notburgahaus dazu verpflichtet hatte, schwererziehbare Mädchen aufzunehmen. 1921/22 wurde das Notburgahaus durch einen Anbau um 160 Plätze erweitert. In der Zeit des Nationalsozialismus wurde zusätzlich eine Station für psychisch Kranke mit einer schweren Form der antisozialen Persönlichkeitsstörung eröffnet. Im Zweiten Weltkrieg wurde die Anstalt schließlich als Lazarett verwendet. Nach einer Vielzahl von Luftangriffen stand das Notburgahaus am 10. September 1942 vollständig in Flammen. 1945 wurde es schließlich als Krankenhaus freigegeben, ehe es im Jahre 1959 wegen Schwesternmangel geschlossen wurde. Infolge der Schließung wurde das Gebäude zum Collegium Marianum der Erzdiözese Köln umgebaut. Das Collegium Marianum war ein Vorseminar für geistliche Berufe. 2006 wurde diese Einrichtung in Neuss geschlossen und nach Bonn verlegt. Das Erzbistum verkaufte das Gebäude an den Neusser Bauverein, der das Gebäude zu Eigentumswohnungen umbauen ließ. Lediglich die Kapelle des Marianums blieb in ihrer Form bestehen und wird heute durch den Freundes- und Förderkreis der Mack-Kapelle Marianum Neuss e. V. gepflegt, wobei die Mack-Kapelle weiterhin Eigentum des Bauvereins ist.

### Kamillianerkloster

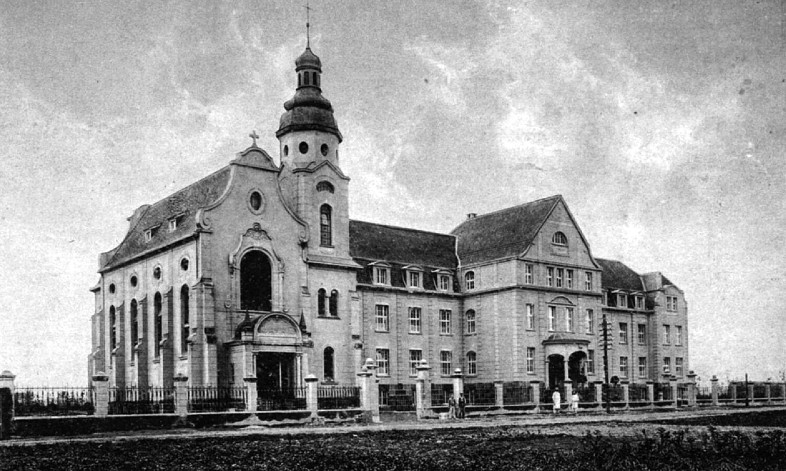
Kamillianerkloster (1919)

Der Kamillianerorden wurde 1582 als Ordensgemeinschaft gegründet, die sich der Krankenpflege und Seelsorge widmet. 1910 begann am Glehner Weg der Bau des Neusser Kamillianerklosters, das der ambulanten Krankenpflege sowie als Alters- und Invalidenheim dienen sollte. Der Architekt Klaus Röhlinger entwarf das Neobarock-Gebäude. Zur Zeit des Nationalsozialismus wurde das Kamillianerkrankenhaus zum Obdachlosen-Asyl umfunktioniert, ehe es 1943 vom Sicherheitsdienst beschlagnahmt wurde. Die angrenzende Klosterkirche wurde von vielen als Zwischenstopp auf dem Weg zum Hauptfriedhof genutzt. Am 18. Oktober sowie am 27. November 1944 wurden die Kirche und der Großteil des Klosters durch Fliegerbomben vollständig zerstört. Bereits 1950 konnten das Internat und der Betrieb der Ordensschule der Kamillianer in vergrößertem Umfang wieder aufgenommen werden. Der Wiederaufbau des Klosters auf den noch intakten Fundamenten des alten Hauses wurde erst Ende 1953 abgeschlossen. 1992 wurde das Kloster aus wirtschaftlichen Gründen verkauft. In den Gebäuden entstanden etwa 40 Wohnungen.

### Lukaskrankenhaus
Das Lukaskrankenhaus, früher Städtisches Krankenhaus, wurde zwischen 1909 und 1911 errichtet und seitdem kontinuierlich erweitert.

### Jahnstadion

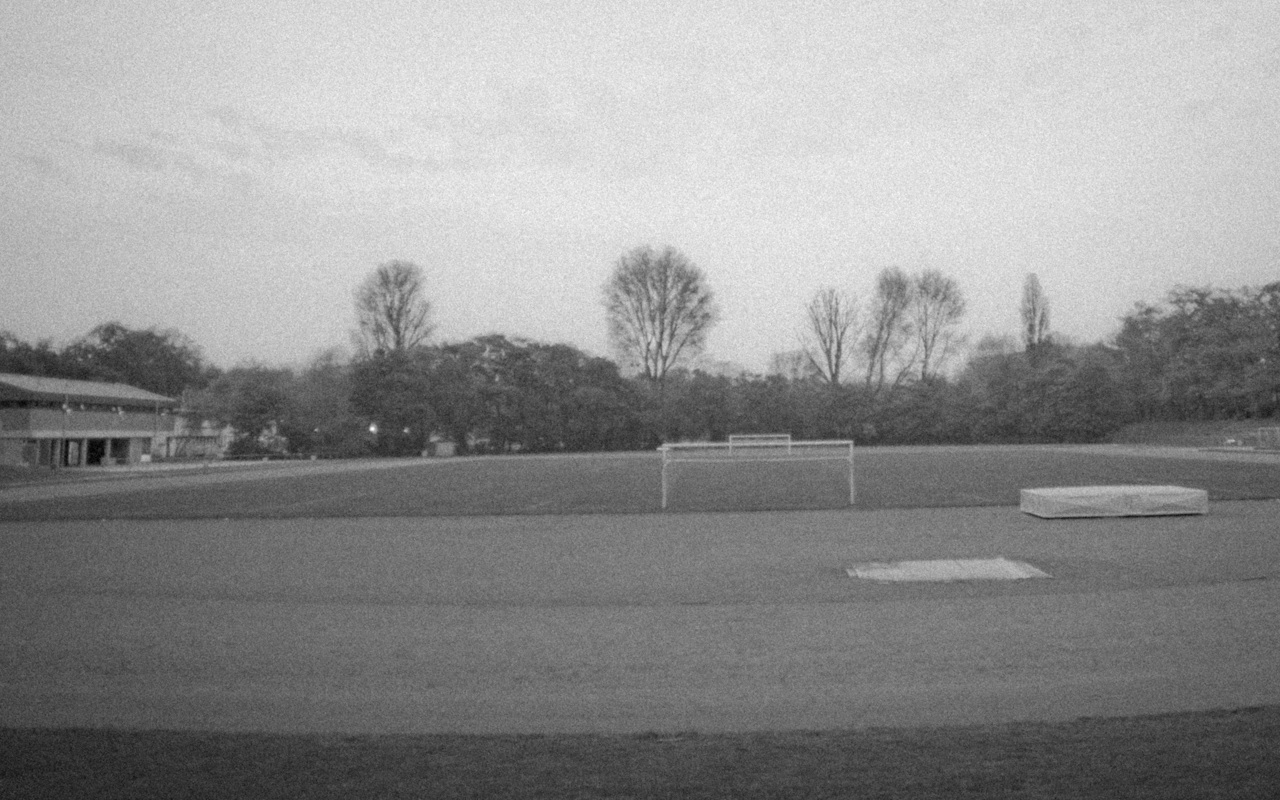
Jahnstadion

Das Jahnstadion wurde 1924 gebaut und teilt das Stadionviertel durch seine großen Spielfelder und Anlagen in Nord und Süd. 1921 beschloss der Neusser Stadtrat ursprünglich, das heutige Jahnstadion auf einer großen Wiese auf der Hammer Landstraße im Hafengebiet bauen. Die Grundstückskommission wollte die dortige Kulturlandschaft jedoch schonen und lehnte den Antrag ab. Auf der besagten Wiese ist heute die Neusser Galopprennbahn zu finden.
Im Frühjahr 1921 begannen die Bauarbeiten, allerdings geriet man infolge der Inflation in finanzielle Nöte, woraufhin vom Staat sogenannte Notstandsarbeiten (im heutigen Sinne etwa Arbeitsbeschaffungsmaßnahmen) verordnet wurden. Diese führten dazu, dass die 75.000 m² große Stadionanlage 1924 fertiggestellt wurde. Die Anlage umfasst Übungsfelder für Fußball, Handball, Faustball, Hockey und Turnen. Die Lauf- und Radrennbahn ist 500 Meter lang. Mittlerweile wurde die Anlage um einen Allwetterplatz für Basketball erweitert, für die die 1.000 Zuschauer fassende Mehrzwecktribüne abgerissen wurde. Dies ist unter anderem der Grund dafür, warum das Stadionviertel als der sportliche Stadtteil von Neuss gilt. Das Stadion verfügt heute über 2.100 Sitz- und 8.000 Stehplätze. Die Anlagen des Jahnstadions sollten um ein Schwimmstadion erweitert werden, dazu kam es allerdings nicht.
Im Jahnstadion sind der Hallen- und Feldhockey-Bundesligist Schwarz-Weiß Neuss sowie der mehrfache Deutsche Tennismeister TC Blau-Weiss Neuss und Amateurfußballverein DJK Novesia beheimatet. Ein Umzug des VfR Neuss aus der Hammer Landstraße ist noch umstritten.

## Einwohnerentwicklung

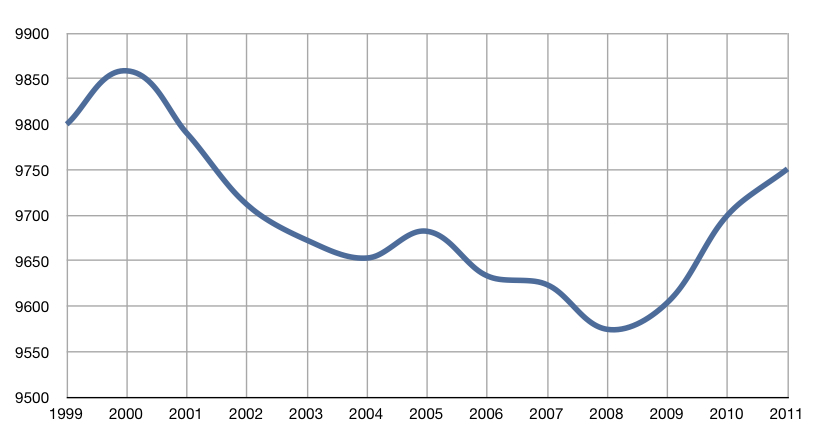
Einwohnerentwicklung (1999–2011)

Im Jahre 1999 hatte das Stadionviertel etwa 9.800 Einwohner. 2000 erreichte der Wert sein Hoch mit 9.859 Einwohnern. Bis 2008 (ausgenommen 2005) war ein Bevölkerungsrückgang zu beobachten, dessen Tief bei 9.575 Einwohnern lag. Seitdem macht sich eine positive Einwohnerentwicklung bemerkbar. 2012 wurden 9.777 Einwohner gezählt. Der Bevölkerungsrückgang ist zum einen mit der Wirtschaftskrise ab 2007 zum anderen damit zu erklären, dass das Stadionviertel zusammen mit dem Gebiet um den Sporthafen in Gnadental zu den teuersten Wohnlagen in Neuss zählt.

## Verkehr

### Straßenverkehr
Der Autoverkehr kann über die Rheydter Straße den Autobahnzubringer auf die A 57 benutzen, die nach Norden in Richtung Krefeld und nach Süden in Richtung Köln verläuft. Über die A 57 hat man Anschluss an die A 46 nach Grevenbroich und Jüchen sowie an die A 52 nach Mönchengladbach über Kaarst.
Die räumliche Grenze des Stadionviertels wird durch die A 57 im Westen, eine im Osten des Stadionviertels von Nord nach Süd bis zum Neusser Hauptbahnhof sowie eine nördlich gelegene von Ost nach West verlaufende Eisenbahnstrecke und dem an Morgensternsheide grenzenden Eselspfad gebildet. Das nördlichste Wohngebiet ist die Siedlung an der Klever Straße.

### ÖPNV
Das Stadionviertel wird von drei Buslinien an das Stadtbusnetz von Neuss angeschlossen.
| Linie | Linienverlauf                                                                                       |
| ----- | --------------------------------------------------------------------------------------------------- |
| 842   | Rheinparkcenter – Hafen – Neuss Hauptbahnhof – Stadionviertel – Lukaskrankenhaus                    |
| 848   | Johanna-Etienne-Krankenhaus – Neuss Hauptbahnhof – Schulzentrum – Stadionviertel – Lukaskrankenhaus |
| 849   | Lukaskrankenhaus – Stadionviertel – Neuss Hauptbahnhof – Stadthalle – Gnadental – Erfttal           |

## Bildung, Erziehung und Soziales

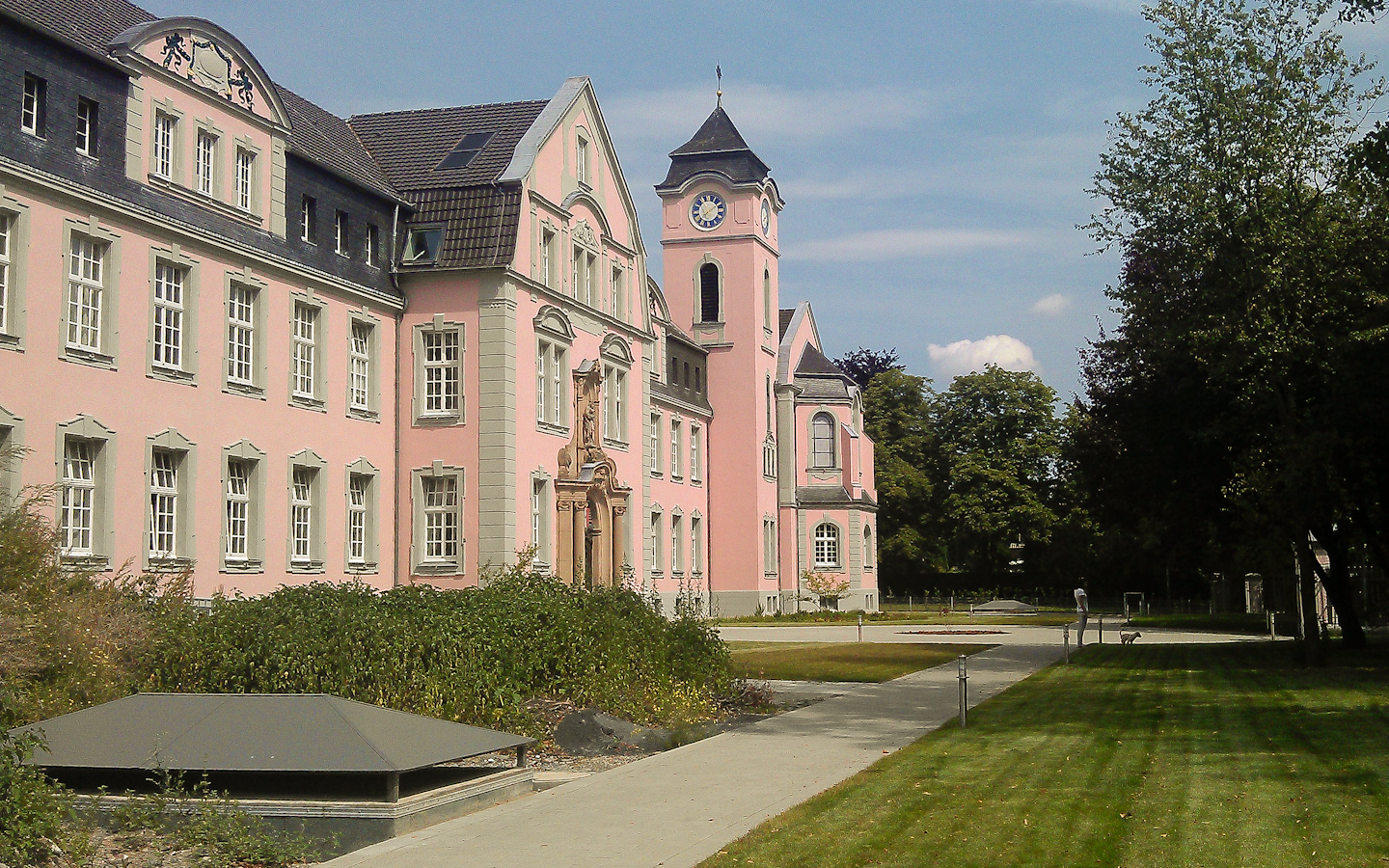
Collegium Marianum

Das Stadionviertel hat ein breites Spektrum an allgemeinbildenden, erzieherischen sowie medizinisch versorgenden Einrichtungen. Es zählt acht Kindertageseinrichtungen, drei Schulen und zwei Krankenhäuser. Darüber hinaus sind zwei Kirchen zu finden. Der Kirchplatz um die Pius-Kirche ist denkmalgeschützt.

### Schulen
- Erzbischöfliches Friedrich-Spree-Kolleg
- Görresschule (Grundschule)
- ISR (Internationale Schule am Rhein)

### Kindertageseinrichtungen
- Blaue Maus
- Familienzentrum und Kita Einsteinstraße
- Internationaler Kindergarten
- Libelle e. V.
- Pusteblume
- St. Kamillus
- St. Pius
- Zaubermühle

### Kirchen
- Katholische Pfarreiengemeinschaft „Neuss-Mitte“
  - St.-Pius-X.-Kirche
  - St. Kamillus
  - Mack-Kapelle im ehem. Collegium Marianum
- Evangelische Christuskirchengemeinde Neuss (Dietrich-Bonhoeffer-Kirche)

### Krankenhäuser
- Johanna-Etienne-Krankenhaus
- Lukaskrankenhaus

## Verweise